# Kościół św. Jana Chrzciciela w Għargħur
Kościół świętego Jana Chrzciciela (malt. Il-knisja ta’ San Ġwann il-Battista, ang. St. John the Baptist Church) – rzymskokatolicki kościół w miejscowości Għargħur na Malcie. Świątynia należąca do parafii św. Bartłomieja w Għargħur znajduje się przy Triq San Ġwann obok cmentarza.

## Historia
Kościół ten jest jednym z najstarszych kościołów na Malcie, oryginalny został zbudowany prawdopodobnie w latach 1223–1225. Jego budowniczymi mieli być przybysze z Celano we Włoszech wygnani za bunt przeciwko Fryderykowi II.
Prałat Pietro Dusina w raporcie ze swojej w kościele wizytacji w 1575 napisał, iż był to najstarszy kościół w tej miejscowości, i w przeszłości pełnił funkcję parafialnego. W okresie wizytacji był pod wezwaniem Ścięcia św. Jana Chrzciciela.
Raport biskupa Tomasa Gargallo z wizytacji w 1589 podaje przy opisie cmentarza znajdującego się obok kościoła, że pochowano tam wielu zmarłych, gdy kościół ten w przeszłości zastępował parafię (tempore quo inserviebat loco parrochiae).
Kiedy w 1610 formalnie została ustanowiona parafia w Għargħur, kościół św. Jana Chrzciciela pełnił funkcję kościoła parafialnego w latach 1612–1638, aż do ukończenia budowy nowego kościoła parafialnego.

Z czasem, z powodu zmniejszenia się liczby wiernych uczęszczających do kościoła św. Jana, ten ostatni popadł w ruinę i, decyzją biskupa Miguela Balaguera w 1659 został zdesakralizowany. 
W latach 1675–1680 na tym samym miejscu zbudowana została nowa świątynia, która dotrwała do naszych czasów. 
W 2019 ukończona została renowacja kościoła. Usunięto wkładki metalowe oraz łuszczące się tynki, zdjęto narośla biologiczne na elewacjach, stropach i dachach oraz innych miejscach, oczyszczono mury, wymieniono zużytą kamieniarkę, oraz uzupełniono spoinowanie.

## Architektura
Nie jest znany architekt istniejącego dziś kościoła. Kościół został zbudowany z lokalnego wapienia globigerynowego. 

### Wygląd zewnętrzny
Fasada kościoła jest prosta, bez żadnych upiększeń. Oflankowana jest dwoma pilastrami w stylu doryckim, na których wsparty jest fryz z dekoracją złożoną z szeregu tryglifów, charakterystycznych dla klasycznego stylu doryckiego. Przestrzeń pomiędzy tryglifami – metopy – jest pusta i pozbawiona jakiejkolwiek dekoracji. Na fryzie wsparty jest trójkątny fronton zajmujący całą szerokość kościoła. Główne drzwi kościoła umiejscowione centralnie powtórzają motyw z pilastrami i fryzem, przykrytym w tym przypadku podzielonym trójkątnym frontonem. Nad drzwiami widoczne jest prostokątne okno. Na prawo od głównych drzwi znajduje się biała płytka marmurowa ze szczeliną, w którą można wrzucić pieniądze. Na płytce widnieją słowa „MISEREMINI MEI”, co oznacza „zmiłuj się nade mną”.  
Nad fasadą znajduje się niewielka dzwonnica typu bell-cot, ozdobiona po bokach spływami wolutowymi. W jej górnej części ozdobne elementy w formie płomieni, które są postrzegane jako symbol dusz w czyśćcu. W dzwonnicy niewielki dzwonek, którym dzwoni się głównie podczas pogrzebów. Po bokach kościoła znajdują się wychodzące z dachu proste kamienne rzygacze. Nad dzwonnicą góruje niewielki krzyż maltański, co było przywilejem dawanym przez Zakon Maltański wszystkim kościołom pod wezwaniem św. Jana Chrzciciela, patrona Zakonu.

### Wnętrze kościoła
Wnętrze kościoła jest słusznej wielkości, przykryte jest sklepieniem beczkowym. W kościele znajduje się jeden ołtarz, którego obraz tytularny przedstawia chrzest Jezusa przez św. Jana Chrzciciela w rzece Jordan. Obraz umieszczony jest w bardzo pięknej barokowej oprawie. W jej górnej części widoczny jest owalny obraz, który przedstawia zasmuconą Madonnę. W kościele znajdziemy także zespół obrazów stacji Via Crucis. Po prawej stronie kościoła znajduje się także piękny krucyfiks. Kościół ma troje drzwi: główne, po lewej stronie prowadzące na cmentarz oraz po prawej wiodące do przylegającej do kościoła zakrystii.

## Świątynia dziś
Współcześnie (2023), po remoncie w 2019 kościół jest w bardzo dobrym stanie, otwierany jest okazjonalnie, zwłaszcza w listopadzie.

## Cmentarz
Obok kościoła znajduje się cmentarz, którego początki sięgają czasów budowy starego kościoła. Rzeczywiście, Achille Ferres w swojej Descrizione storice delle chiese di Malta e Gozo (1866) wzmiankuje bardzo stary nagrobek z wykutym symbolem mitry. Przytacza przekaz, iż jest to grób biskupa, który zmarł na epidemię podczas podróży statkiem, i z zatoki Saint Paul’s Bay został przywieziony i pochowany na tym cmentarzu. Pochówek ten możne być łączony z VII wyprawą krzyżową i powrotem w 1270 po niechlubnym oblężeniu Tunisu. Wielu krzyżowców zmarło wówczas na dyzenterię.
Na cmentarzu znalazły również miejsce spoczynku ofiary epidemii, które nawiedziły Maltę w 1592/1593 i 1575/1576, a później jedynie osoby, które zmarły z podejrzanych przyczyn. Do 1937 wejście na cmentarz było możliwe jedynie przez kościół. Do tego czasu zmarli byli chowani w kościele parafialnym, dopiero po ułożeniu tam nowej posadzki pogrzeby przeniesiono na cmentarz przy kościele św. Jana, co jest kontynuowane.

W lata 70. XX wieku teren cmentarza został powiększony, a sam cmentarz odnowiony.   